# Johan Hegg
Johan Hans Hegg är sångare i det svenska melodiska death metal-bandet Amon Amarth. Han gick med i bandet 1991, då det fortfarande spelade under namnet Scum, efter bandet Napalm Deaths album Scum. Han kallas informellt för Skäggis.
På liveframträdanden med Amon Amarth är han ofta barbröstad med läderarmskydd och dryckeshorn vid sidan. Bland sina idoler räknar han James Hetfield, Ozzy Osbourne, Bon Scott och Bruce Dickinson. Han är huvudansvarig för textförfattandet i Amon Amarth, och skriver mest om vikingar, fornnordisk mytologi och liknande. Detta har lett till att bandet kallas viking metal,.
Hegg är på fritiden supporter till Djurgårdens IF.